# ماري بيث ديكر
ماري بيث ديكر (بالإنجليزية: Mary Beth Decker)‏ هي عارضة أمريكية، ولدت في 11 يناير 1981 في هيوستن في الولايات المتحدة.

## وصلات خارجية
- ماري بيث ديكر على موقع IMDb (الإنجليزية)